# Luftwaffen-SV Danzig
Luftwaffen-SV Danzig (celým názvem: Luftwaffen-Sportverein Danzig) byl německý vojenský sportovní klub, který sídlil v západopruském městě Danzig (dnešní Gdaňsk v Pomořském vojvodství). Klub patřil pod letecké jednotky Luftwaffe. Založen byl v roce 1941. V roce 1944 se klubu povedlo opanovat Gauligu Danzig-Westpreußen. Zaniká v roce 1945 po sovětsko-polské anexi Pruska. Klubové barvy byly modrá a bílá.
Své domácí zápasy odehrával na stadionu Preußenplatz Bischofsberg.

## Získané trofeje
- Gauliga Danzig-Westpreußen ( 1× )
  - 1943/44

## Umístění v jednotlivých sezonách
Stručný přehled
Zdroj: 
- 1941–1942: Bezirksliga Danzig-Westpreußen
- 1942–1944: Gauliga Danzig-Westpreußen

Jednotlivé ročníky
Zdroj: 
Legenda: Z - zápasy, V - výhry, R - remízy, P - porážky, VG - vstřelené góly, OG - obdržené góly, +/- - rozdíl skóre, B - body, červené podbarvení - sestup, zelené podbarvení - postup, fialové podbarvení - reorganizace, změna skupiny či soutěže
| Velkoněmecká říše (1941 – 1944) |                                |        |     |     |     |     |     |     |     |     |        |
| Sezóny                          | Liga                           | Úroveň | Z   | V   | R   | P   | VG  | OG  | +/- | B   | Pozice |
| 1941/42                         | Bezirksliga Danzig-Westpreußen | 2      | ... | ... | ... | ... | ... | ... | ... | ... |        |
| 1942/43                         | Gauliga Danzig-Westpreußen     | 1      | 16  | 13  | 0   | 3   | 65  | 25  | +40 | 26  | 2.     |
| 1943/44                         | Gauliga Danzig-Westpreußen     | 1      | 18  | 14  | 3   | 1   | 58  | 27  | +31 | 31  | 1.     |